# Ударная волна

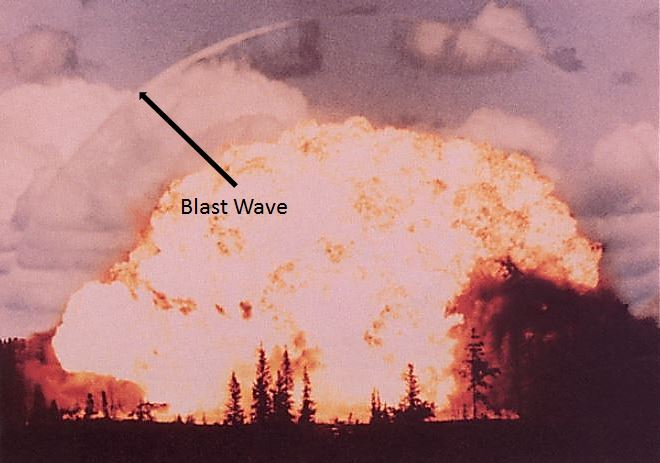
На фотографии видна прозрачная полусфера распространения ударной волны от взрыва вследствие разных оптических светопреломляющих свойств воздуха разной плотности

Уда́рная (взрывна́я) волна́ — поверхность разрыва, которая движется внутри среды, при этом давление, плотность, температура и скорость испытывают скачок.

## Общие макроскопические свойства ударных волн

### Термодинамика ударных волн
С макроскопической точки зрения ударная волна представляет собой воображаемую поверхность, на которой термодинамические величины среды (которые, как правило, изменяются в пространстве непрерывно) испытывают устранимые особенности: конечные скачки. При переходе через фронт ударной волны меняются давление, температура, плотность вещества среды, а также скорость её движения относительно фронта ударной волны. Все эти величины изменяются не независимо, а связаны с единственной характеристикой ударной волны — числом Маха. Математическое уравнение, связывающее термодинамические величины до и после прохождения ударной волны, называется ударной адиабатой, или адиабатой Гюгонио.
Ударные волны не обладают свойством аддитивности в том смысле, что термодинамическое состояние среды, возникающее после прохождения одной ударной волны, нельзя получить последовательным пропусканием двух ударных волн меньшей интенсивности.

### Происхождение ударных волн

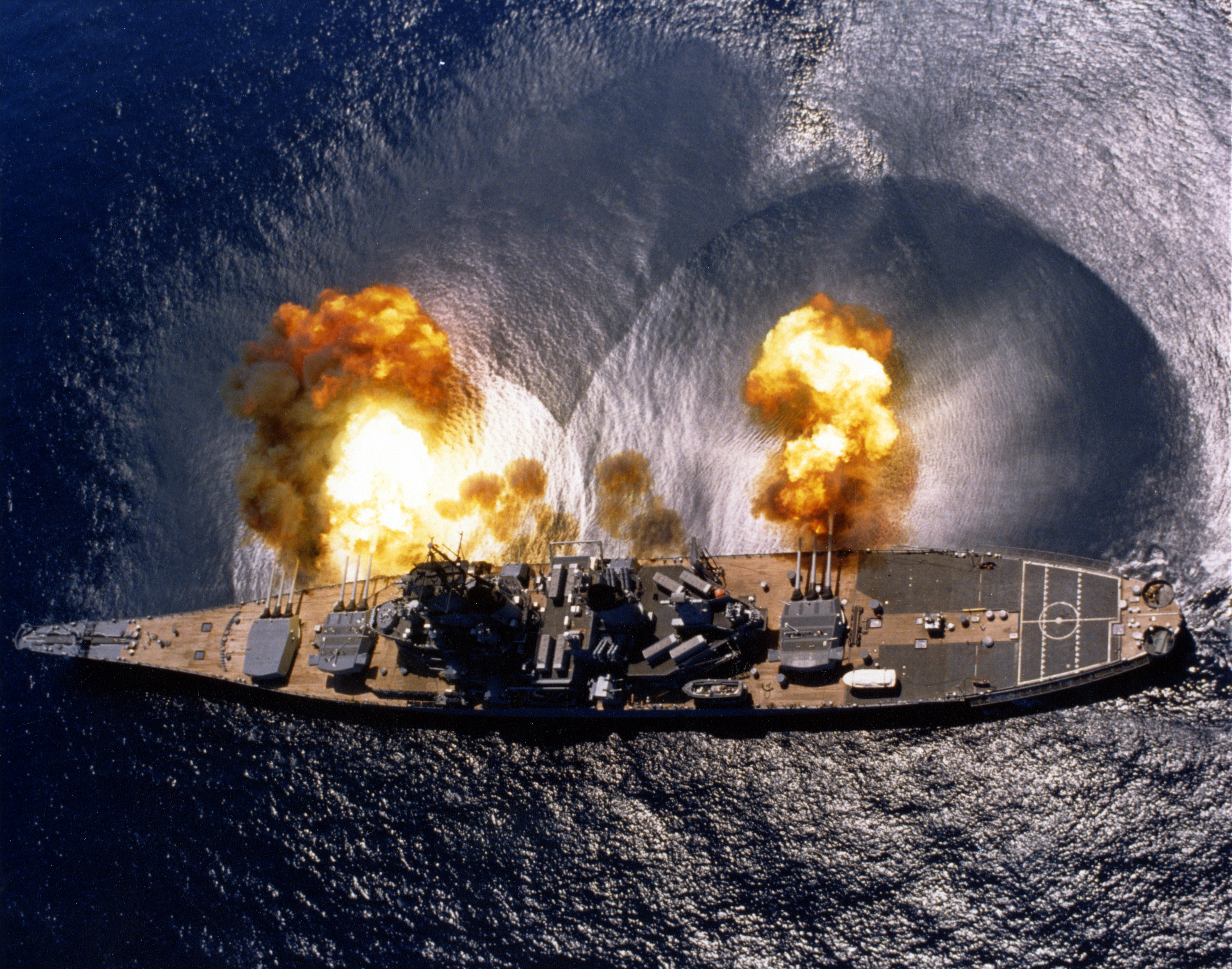
Воздействие ударной волны, возникшей при выстреле из корабельной пушки, на водную поверхность

Звук представляет собой колебания плотности, скорости и давления среды, распространяющиеся в пространстве. Уравнение состояния обычных сред таково, что в области повышенного давления скорость распространения возмущений малой амплитуды возрастает. Это неизбежно приводит к явлению «опрокидывания» возмущений конечной амплитуды, которые и порождают ударные волны.
В силу этого механизма, ударная волна в обычной среде — это всегда волна сжатия (а не растяжения, как, например, при землетрясении).
Описанный механизм предсказывает неизбежное превращение любой звуковой волны в слабую ударную волну. Однако в повседневных условиях для этого требуется слишком большое время, так что звуковая волна успевает затухнуть раньше, чем нелинейности становятся заметны. Для быстрого превращения колебания плотности в ударную волну требуются сильные начальные отклонения от равновесия. Этого можно добиться либо созданием звуковой волны очень большой громкости, либо механически, путём околозвукового движения объектов в среде. Именно поэтому ударные волны легко возникают при взрывах, при около- и сверхзвуковых движениях тел, при мощных электрических разрядах и т. д.

## Микроскопическая структура ударной волны
Толщина ударных волн большой интенсивности имеет величину порядка длины свободного пробега молекул газа (более точно — ~10 длин свободного пробега, и не может быть менее 2 длин свободного пробега; данный результат получен Чепменом в начале 1950-х). Так как в макроскопической газодинамике длина свободного пробега должна рассматриваться равной нулю, чисто газодинамические методы непригодны для исследований внутренней структуры ударных волн большой интенсивности.
Для теоретического изучения микроскопической структуры ударных волн применяется кинетическая теория. Аналитически задача о структуре ударной волны не решается, но применяется ряд упрощённых моделей. Одной из таких моделей является модель Тамма-Мота-Смита.

## Скорость распространения ударной волны
Скорость распространения ударной волны в среде превышает скорость звука в данной среде. Превышение тем больше, чем выше интенсивность ударной волны (отношение давлений перед и за фронтом волны): (pуд.волны — pсп.среды)/ pсп.среды.
Например, недалеко от центра ядерного взрыва скорость распространения ударной волны во много раз выше скорости звука. При удалении с ослаблением ударной волны, скорость её быстро снижается и на большой дистанции ударная волна вырождается в звуковую (акустическую) волну, а скорость её распространения приближается к скорости звука в окружающей среде. Ударная волна в воздухе при ядерном взрыве мощностью 20 килотонн проходит дистанции: 1000 м за 1,4 с, 2000 м — 4 с, 3000 м — 7 с, 5000 м — 12 с. Поэтому у человека, увидевшего вспышку взрыва, есть какое-то время для укрытия (складки местности, канавы и пр.) и тем самым уменьшения поражающего воздействия ударной волны.
Ударные волны в твёрдых телах (например, вызванные ядерным или обычным взрывом в скальной породе, ударом метеорита или кумулятивной струёй) при тех же скоростях имеют значительно большие давления и температуры. Твёрдое вещество за фронтом ударной волны ведёт себя как идеальная сжимаемая жидкость, то есть в нём как бы отсутствуют межмолекулярные и межатомные связи, и прочность вещества не оказывает на волну никакого воздействия. В случае наземного и подземного ядерного взрыва ударная волна в грунте не может рассматриваться как поражающий фактор, так как она быстро затухает; радиус её распространения невелик и будет целиком в пределах размеров взрывной воронки, внутри которой и без того достигается полное поражение прочных подземных целей.

## Ударные волны в специальных условиях

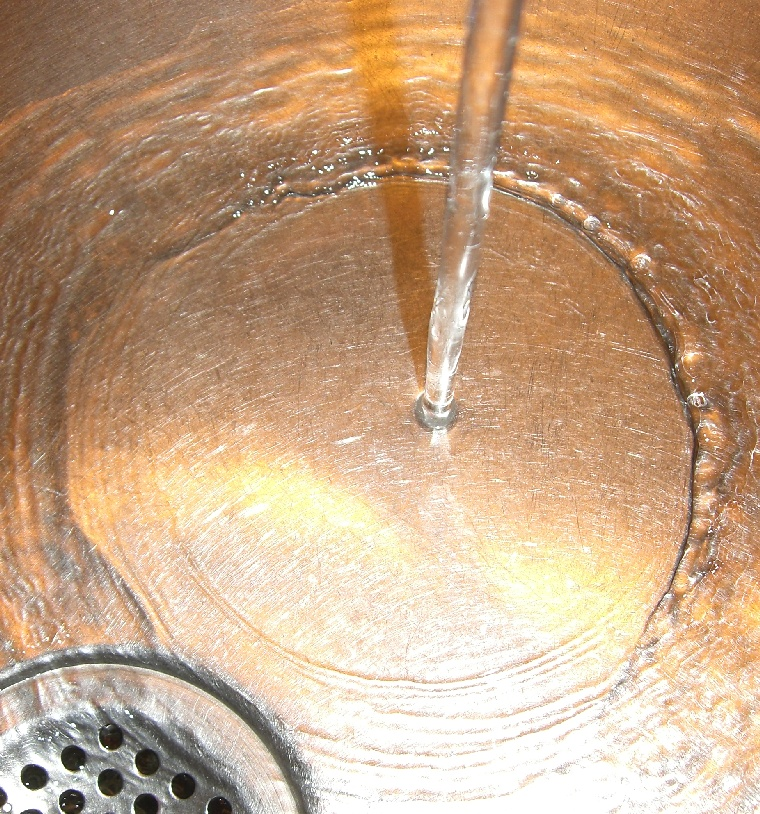
Гидроаналогия

- Ударная волна путём нагрева среды может вызвать экзотермическую химическую реакцию[9], что, в свою очередь, отразится и на свойствах самой ударной волны. Такой комплекс «ударная волна + реакция горения» носит название волны детонации.
- В астрофизических объектах ударная волна может двигаться со скоростями, близкими к скорости света. В этом случае ударная адиабата модифицируется.
- Ударные волны в замагниченной плазме также обладают своими характерными особенностями. При переходе через разрыв изменяется также и величина магнитного поля, на что тратится дополнительная энергия. Это влечёт за собой существование максимально возможного коэффициента сжатия плазмы при сколь угодно сильных ударных волнах.
- Касательные ударные волны представляют собой поверхность разрыва смешанного (нормального и тангенциального) типа.

## Воздействие на человека
Ударная волна способна наносить тяжёлые ранения, такие как отрыв конечностей. Кроме того, отброшенный ударной волной человек обычно получает травмы от столкновений с окружающими предметами: деревьями, стенами зданий и т. п..
Возможны поражения мягких тканей и нейронных сетей в следствии кавитации и кислородное голодание из за кавитационного вскипания крови в сосудах головного мозга. (Контузия) 